# Hans Hillen
Johannes Stefanus Joseph (Hans) Hillen (Den Haag, 17 juni 1947) is een Nederlands voormalig politicus en journalist. Hij was van 14 oktober 2010 tot 5 november 2012 minister van Defensie in het kabinet-Rutte I.
Hij was sinds 12 juni 2007 namens het Christen-Democratisch Appèl lid van de Eerste Kamer der Staten-Generaal. Eerder was hij twaalf jaar lang lid van de Tweede Kamer. Hillen was tevens actief als columnist voor het opinieweekblad Elsevier en voorzitter van het College voor zorgverzekeringen.

## Biografie
Hillen groeide op in Hilversum en ging daarna in Utrecht eerst journalistiek (1 jaar) en daarna sociologie studeren. Hij werkte 14 jaar voor de NOS-tv, waarvan 6 jaar als politiek verslaggever van het NOS Journaal. Tevens werkte hij vijf jaar als leraar maatschappijleer op Het Nieuwe Lyceum in Hilversum en 2 jaar op het Willem de Zwijger College in Bussum. In 1983 werd hij voorlichter van minister van Financiën Onno Ruding. In maart 1990 werd Hillen lid van de Tweede Kamer. Hij hield zich in het parlement bezig met defensie, buitenlandse zaken, mediabeleid en rijksuitgaven. Tevens was hij vanaf 1998 secretaris van zijn fractie. Hij had een goed gevoel voor publiciteit en schuwde het doen van harde uitspraken niet. Vooral sommige katholieke partijprominenten zagen in hem een toekomstige leider van de partij. Dat werd hij echter niet.
In 2001 diende Hillen een initiatiefwetsvoorstel in, de Wet Hillen die bij geringe of afgeloste hypothecaire leningen voorkomt dat het in box 1 belastbare "voordeel uit eigen woning" positief wordt. Na enkele jaren vertraging wegens het gevaar van verstoring van de wetssystematiek is de toenmalige regering met een aangepaste versie gekomen, die is aangenomen en is ingegaan per 1 januari 2005.
Hillen maakt deel uit van de conservatieve vleugel van zijn partij (CDA). Hij was ook actief binnen de Edmund Burke Stichting, maar nadat directeur Bart Jan Spruyt aankondigde zich aan te sluiten bij de Partij voor de Vrijheid van Geert Wilders, stapte Hillen op bij de stichting.

## Bewindsperiode 2010-2012

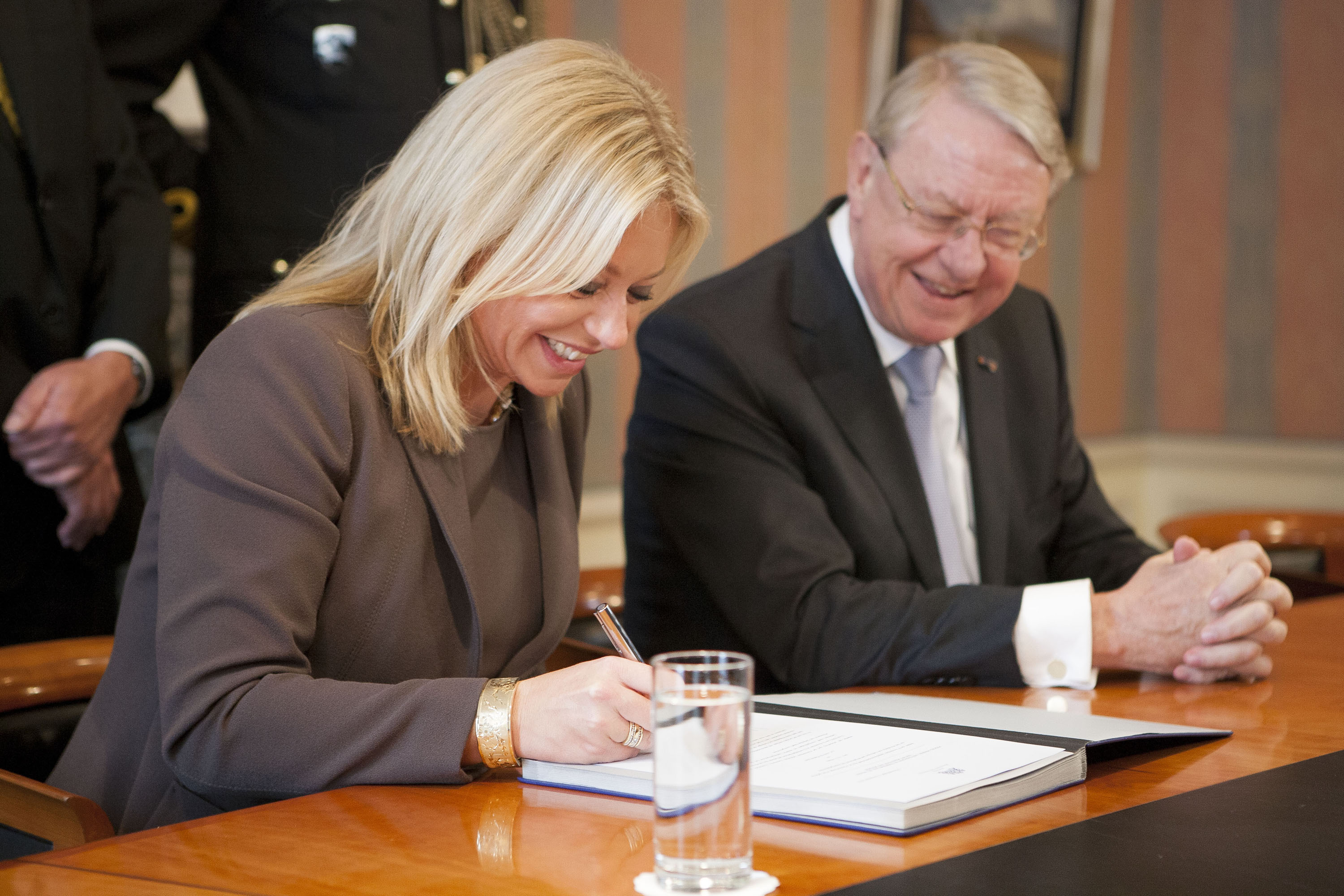
Hillen met zijn opvolger Hennis-Plasschaert

In zijn bewindsperiode is Hillen diverse malen met crises geconfronteerd. Zo vond op 27 februari 2011 de mislukte evacuatie van een Nederlands staatsburger (een werknemer van Royal Haskoning) uit Libië plaats. Bij de evacuatie door de Koninklijke Marine vanaf het fregat Hr. Ms. Tromp bleken veel fouten gemaakt te zijn, waardoor drie militairen door Libië gevangen werden genomen. Uiteindelijk kwamen zij vrij. Het afsluitende Kamerdebat liep voor Hillen met een sisser af. Eerder had Hillen ook al veel kritiek gekregen omdat hij door zijn ambtenaren niet was ingelicht over ernstige integriteitsschendingen bij de marine.
Op 8 april 2011 trad hij met de beleidsbrief 'Een kleinere krijgsmacht in een onrustige wereld' naar buiten, waarin bij Defensie ruim 12.000 arbeidsplaatsen verloren gingen.
Op 18 april 2012 ondertekenden minister Hans Hillen en zijn Belgische en Luxemburgse ambtsgenoten, Pieter De Crem en Jean-Marie Halsdorf in Hertoginnedal in Brussel een intentieverklaring over samenwerking op defensievlak. Dit opende de deur voor een grotere integratie van de drie legers en een mogelijk gezamenlijke deelname aan operaties van de NAVO of de Europese Unie.

## Onderscheidingen
- Orde van Oranje-Nassau
  - Ridder (22 mei 2002)
  - Officier (7 december 2012)[5]

## Overig
Voordat Hillen minister werd, had hij minstens 12 nevenfuncties als voorzitter en adviseur. In zijn woonplaats Hilversum bemiddelde hij bij de oplossing van het verkeersprobleem aldaar. Op 22 november 2010 gaf Hillen toe dat hij als senator tegelijkertijd een nevenfunctie bij British American Tobacco heeft gehad. De voorgeschreven vermelding daarvan zou hij hebben 'vergeten'. In zijn tijd als senator was een rookverbod in discussie.
Hillen is in 1996 benoemd tot erevoorzitter van de Hilversumsche Mixed Hockey Club (HMHC) vanwege zijn inzet voor de club.
In november 2015 verscheen van hem bij Elsevier Boeken het boek God vergeten. Gedachten over de mens in een tijdperk van technologie, ISBN 978 90 3525 322 3, als onderdeel van een boek over Nederland vanaf de jaren '60 dat nog dient te verschijnen. Volgens Hillen is Nederland met de leegloop van kerken een gemeenschappelijk moreel kompas kwijtgeraakt dat de overheid probeert te vullen met regels en toezicht om de samenleving fatsoenlijk te houden.
- International Standard Name Identifier: 0000 0000 5873 4075
- Library of Congress Control Number: n82030064
- Nederlandse Thesaurus van Auteursnamen: 069208778
- Parlement.com: vg09llpglgpe
- Virtual International Authority File: 79508462
- WorldCat: E39PBJv8JrVGmGPkGD3jhhfKBP